# Alliance Forêts Bois
Alliance Forêts Bois (ou Alliance FB ou AFB) est un groupe coopératif forestier créé en 2011 par la fusion de trois coopératives : CAFSA, COFOGAR et FORESTARN. Après avoir absorbée la COFOROUEST en 2018, son activité se développe désormais sur toute la moitié ouest de la France. Il compte en 2020, 43 200 propriétaires forestiers adhérents couvrant environ 1 million d'hectares et près de 680 salariés au sein du groupe. Le groupe Alliance FB est le premier groupe coopératif forestier de France qui aura absorbé au total 18 coopératives.

## Histoire

### Les origines
Après les incendies de 1940 à 1949 qui ravagèrent près d’un tiers du massif forestier des Landes de Gascogne, notamment en raison d'un manque d'entretien ayant entrainé un embroussaillement du sous-bois, plusieurs coopératives forestières furent créées par la Cellulose du Pin (filiale papetière de Saint-Gobain).
En effet, Pierre Lallemand qui dirige les services forestiers de la Cellulose du Pin, charge l’inspecteur des Eaux et Forêts Jean-Pierre Léonard (1927-2016) nouvellement embauché à la papeterie, de créer une société coopérative, réunissant des sylviculteurs adhérents souhaitant services et conseils pour l’entretien de leurs forêts.
Ainsi apparaissent à l’initiative de l’industrie papetière :
- en 1957, la CAFSO, Coopérative agricoles et forestière du Sud-Ouest  basée à Bordeaux (Gironde) ;
- en 1961, la CAFL, Coopérative agricoles et forestière des Landes basée à Saint-Pierre-du-Mont (Landes) ;
- en 1964, la CAFPLS, Coopérative agricole et forestière Périgord Limousin Saintonge basée à Périgueux (Dordogne);
- en 1969, la COPAL, Coopérative agricole et forestière du Pays d’Albret basée à Fargues-sur-Ourbise (Lot-et-Garonne).

Ces quatre coopératives sont réunies au sein de l’UCFA, Union des coopératives forestières d’Aquitaine, dont la direction est assurée par Jean-Pierre Léonard.
L’UCFA a pour objectif premier d’intervenir sur les semis naturels de pin maritime qui s’étaient développés sur les zones brûlées en mettant en commun des moyens matériels et humains.
En 1994, la CAFSA, Coopérative agricole et forestière du Sud de l’Atlantique reprend les actifs de l’UCFA et fusionne les quatre coopératives sous son nom.
En 1997, la branche exploitation CAFSA absorbe AFS, Aquitaine forêt service et crée BFSA, Bois et forêts Sud-Atlantique.
Après la tempête Martin de 1999, la Coopérative agricole et forestière des Charentes de Trouverac (Charente) créée en 1986 et la Coopérative agricole et forestière de Poitou-Charentes de Smarves (Vienne) rejoignent le groupe CAFSA respectivement en 2000 et 2003.
La CAFSA s’étend sur trois régions, l’Aquitaine, le Limousin et le Poitou-Charentes couvert en totalité, ainsi que sur les départements de Vendée (région Pays de la Loire) et le Gers (région Midi-Pyrénées) soit au total quatorze départements. Elle dispose de dix agences réparties sur ce territoire sur lequel, elles proposent de l’exploitation des bois, des travaux sylvicoles et de l’aide à la gestion.
Son siège social était situé à Bordeaux, au 63 rue Ernest Renan. Ses présidents et directeurs sont :
| Présidents du CA | Présidents du CA                       | Directeurs généraux | Directeurs généraux       |
| ---------------- | -------------------------------------- | ------------------- | ------------------------- |
| 1994 à 2004      | Serge Bouteiller (1946 - ).            | 1994 à 2012         | Henry Chaperon (1948 - ). |
| 2004 à 2013      | Henri de la Vergne de Cerval (1952 - ) | depuis 2013         | Stéphane Viéban           |

Avant son regroupement avec les deux coopératives COFOGAR et FORESTARN, le groupe coopératif CAFSA en 2010 est composé de la coopérative CAFSA à proprement parler, et de trois filiales dans lesquelles il est majoritaire : la société BFSA (Bois et forêts Sud-Atlantique) pour l'exploitation forestière et le négoce de grumes, créée en 1946, localisée à Saint-Pierre-du-Mont (Landes), la pépinière FORELITE pour la production de graines et de plants forestiers, créée en 1988, localisée à Moulis-en-Médoc (Gironde), et de la société de service S.DIGIT pour l'informatique et les systèmes d'Informations géographiques (SIG) dans la domaine forestier, créée en 1988.
Avant ses projets de fusion, la CAFSA, avec ses quelque 30 000 adhérents couvrant 800 000 ha, est déjà la 1re coopérative forestière française.

### Union de 2011-2014
Par ailleurs, plus au sud,  la COFOGAR, acronyme de « Coopérative forestière garonnaise », est, avec ses 10 000 adhérents représentant 120 000 hectares, la 2e coopérative française, active depuis les années 1975 dans une vingtaine de départements autour de Toulouse. Via sa filiale, le Comptoir de Bois du Sud (CBS), la coopérative produit des sciages de pin maritime à Sillas (Gironde) proche de Grignols. La COFOGAR et UNISYLVA, importante coopérative du Centre de la France, créent en 2001 une filiale commune, l'UCOPAC (Union COopérative Piquets Acacia Châtaignier et autres produits de la forêt), spécialisée dans le piquet et le bois de chauffage, située à Bellefont-La Rauze (Lot), près de Cahors. Durant la fusion, elle était présidée par Henri Dedieu (1941- ) jusqu’à fin 2011 puis par Gabriel Chazallon (1946- ), et dirigée par Yves Rigolle.
Plus au sud-est, FORESTARN, acronyme de « Coopérative des forestiers sylviculteurs tarnais », active dans le sud Massif central et basée à Aussilon (Tarn), commune proche de Mazamet, rassemble depuis les années 1980, 1 500 adhérents propriétaires de 34 000 ha de forêts. Avant la fusion elle était présidait par Olivier Igon (1961- ) et dirigée par Stéphane Viéban. FORESTARN possède une filiale spécialisée dans l’exploitation des bois dénommé « Bois d’Occitanie ».
Dès 2005, les coopératives COFOGAR et FORESTARN unissent leurs services de commercialisation des bois, la première exploitant plutôt des forêts feuillues et la seconde, plutôt des forêts de résineux.
Début 2011, la CAFSA propose la création d’une union de coopérative à la COFOGAR et à FORESTARN. Après les deux tempêtes de 1999 (Martin)  et 2009 (Klaus), ayant quasiment divisé par deux les volumes de bois sur pied sur le massif des Landes de Gascogne, il devient nécessaire de revoir l’approvisionnement des papeteries et scieries pour le sécuriser. Par ailleurs, la mutualisation de coopératives permet de progresser dans l'innovation.
Après plusieurs étapes, l'union des trois coopératives est finalisée par leur fusion le 4 juillet 2014, dans une seule entité : Alliance Forêts Bois.

### Union de 2018
La Coopérative forestière du Grand Ouest (COFOROUEST), a été créée en 1979 par le regroupement des coopératives de l'ouest de la France. Reconnue en 2013, comme Organisation de producteurs (OP) au sens du Code rural, la coopérative couvrait les régions Bretagne, Pays de Loire et Normandie, ainsi que les départements d'Eure-et-Loir (région Centre-Val-de-Loire), d'Essonne, des Yvelines, du Val-d'Oise (région Ile-de-France) et de l'Oise (région Hauts-de-France). En 2016 elle comptait 3 200 adhérents représentant 85 000 hectares de forêts. Elle a réalisé cette année-là un chiffre d'affaires de 11,5 M€ dont 87 % en exploitation des bois. Son siège social était à Évreux (Eure) et elle disposait de 6 agences à Evreux, Rennes (Ille-et-Vilaine), La Flèche (Sarthe), Chartres (Eure-et-Loir), Sées (Orne) et  Le Chesnay-Rocquencourt (Yvelines). La coopérative avait pour filiales une société d'exploitation des bois, la SOFOMER (Société Forestière de Mécanisation des Eclaircies Résineuses) créée en 1991 et un bureau d’étude « Aménagement, Eau et Environnement » (B3EA) créé en 2014, les deux filiales situées à Evreux. Avant la fusion de 2018, la coopérative COFOROUEST était présidait par Cyril Le Picard (1951- ) et dirigée par Mathis Baptist (1971- ).
En juin 2018, après quelques mois de discussions entamées à l'été 2017, COFOROUEST est absorbée par le Groupe Alliance Forêts Bois, accentuant ainsi son économie d'échelle et son emprise territoriale.

## Activités du groupe

### Principaux chiffres
(juillet 2023).
Avec ses 680 salariés, le groupe Alliance Forêts Bois est une Entreprise de taille intermédiaire (ETI). Le groupe coopératif compte 43 200 adhérents représentant 1 million d’hectares de forêt.
| Présidents du CA | Présidents du CA                       | Directeurs généraux | Directeurs généraux      |
| ---------------- | -------------------------------------- | ------------------- | ------------------------ |
| 2013 à 2021      | Henri de la Vergne de Cerval (1952 - ) | depuis 2013         | Stéphane Viéban (1961- ) |
| depuis 2021      | Édouard Bentéjac (1976- )              | depuis 2013         | Stéphane Viéban (1961- ) |

Le groupe a réalisé en 2019 un chiffre d'affaires consolidé de 209 millions d'euros. La coopérative concentre sa stratégie sur trois essences forestières que sont le pin maritime, le sapin de Douglas et les peupliers, et se développe sur trois activités :
Répartition des 197,4 millions d'euros de chiffre d'affaires d'Alliance FB et XP Bois en 2019 :
- Exploitation des bois (86 %)
- Travaux sylvicoles (13 %)
- Conseil forestier (1 %)

La première activité du groupe quant au chiffre d'affaires est l'exploitation forestière. En 2019, le montant de l'exploitation était de 170 millions d'euros (AFB et sa filiale XPBois, soit 86% du CA) correspondant à 3,2 millions de mètres cubes de bois livrés aux entreprises de première transformation, papeteries et chaudières biomasse. Ce volume représente près de 15% de la collecte nationale de bois en forêt privée.
La seconde activité est celle des travaux forestiers. En 2019, le montant de les travaux était de 25,4 millions d'euros (13%) pour 55 500 hectares travaillés dont plus de 16 000 ha de plantation, le reste étant principalement des surfaces entretenues par débroussaillement mécanique. Les 16 000 hectares de plantations ont été réalisés avec 17 millions de plants dont 97% sont des résineux et parmi ceux-ci, 89% sont des pins maritimes.
La troisième activité est celle de l'expertise et du conseil auprès des adhérents. Elle consiste notamment à élaborer les plans simples de gestion (PSG). En 2019, cette activité a généré 2 millions d'euros (1%).
En 2020, en raison de la crise sanitaire de la Covid-19, le chiffre d'affaires a baissé à 189 millions d'euros mais termine l'exercice à l'équilibre grâce à un prêt garanti par l'État de 10 millions d’euros. Le volume de bois commercialisé s'est maintenu avec 3,1 millions de mètres cubes. Les travaux forestiers ont baissé avec 50 000 hectares travaillés, dont 12 500 hectares de plantations réalisées avec 14 millions de plants.
Chiffres d’affaires publiés du Groupe Alliance FB (en millions d’euros) :

### Etendue

Zone d'activité d'Alliance FB.

Le groupe Alliance FB est une Organisation de producteurs (OP). Avec la fusion de la coopérative COFOROUEST, le groupe s'étend sur tous les départements des régions Occitanie, Nouvelle-Aquitaine, Pays de la Loire, Bretagne, Normandie et les départements des Hautes-Alpes, Alpes-de-Haute-Provence, Bouches-du-Rhône, Vaucluse (région Alpes-Provence-Côte d'Azur), du Cantal, Puy-de-Dôme et Allier (région Auvergne-Rhône-Alpes), Indre, Indre-et-Loire, Eure-et-Loir (région Centre-Val-de-Loire), Essonne, Yvelines, Val-d'Oise (région Ile-de-France) et de l'Oise (région Hauts-de-France).
En 2019, le groupe dispose de 14 agences et d'une vingtaine de bureaux. La vaste zone d'activité d'AFB est divisée en 11 sections, regroupant les adhérents d'une ou plusieurs agences. Ces sections territoriales ont pour vocation de rester proche des adhérents, prendre en compte les spécificités de chaque région, et donner la parole à tous les adhérents. Les adhérents désignent des délégués de leur section lors des assemblées de section. Ceux-ci ont droit de vote à l’assemblée générale plénière pour valider le rapport d’activité, le rapport financier de l’exercice, donner quitus aux 23 administrateurs, voter les résolutions et renouveler le conseil d’administration. Au sein de ce dernier, le bureau assure l'exécution des décisions.

### Filiales
Le groupe Alliance Forêts Bois s'est développé au cours des dernières années par croissance externe en intégrant des entreprises de l'amont (par exemple, pépinières…) et de l'aval (scieries…) de la filière bois. Ainsi en 2017, il était classé au 27e en chiffre d'affaires consolidé des 500 premières entreprises de Gironde. En 2019, le groupe Alliance Forêts Bois compte 17 filiales dont :
- Dans le domaine de l'exploitation des bois :
  - la SARL XPBois située à Cestas au siège d'AFB, qui a repris les filiales des anciennes coopératives, à savoir BFSA de la CAFSA, UBS de la COFOGAR et Bois d’Occitanie de FORESTARN[36] ;
  - la SARL SOFOMER (Société Forestière de Mécanisation des Éclaircies Résineuses), filiale de l'ex-coopérative COFOROUEST, dont le siège social est à Evreux (Eure)[37] ;
  - la SAS « Forestière Montoise », filiale commune d'AFB et de la scierie « Montoise du Bois » SAS située à Mont-de-Marsan (Landes), chargée depuis 2012 d'approvisionner en bois d'œuvre la scierie. Celle-ci a été mise en liquidation judiciaire en septembre 2020[38] ;
  - la SAS FORDOCC (Forestière d'Occitanie), filiale commune d'AFB et de la SAS NEOFOR[39], chargée d'approvisionner en bois d'œuvre les deux scieries de NEOFOR du Tarn située à Brassac et Labruguière ; cette filiale créée en juin 2019 a son siège social à Brassac ; finalement la société est dissoute en juin 2021 ;
  - DRT AB (Dérivés Résiniques et Terpéniques Approvisionnement Biomasse)  filiale commune depuis février 2014 d'AFB et de l'usine DRT située à Vielle-Saint-Girons (Landes), créée en 2013 et chargée d'approvisionner de manière sécurisé en bois énergie (souches, rémanents, plantations dédiés...) la chaudière biomasse produisant chaleur et électricité du site industriel DRT[40] ;
  - la SA Castagnet-Duméou Exploitation forestière, de Casteljaloux (Lot-et-Garonne), acquise en 2018 par le groupe Alliance FB[41] ; cette société a aussi pour activité les travaux forestiers et le transport de bois par camions[42].

- Dans le domaine de la production de plants et de graine :
  - la pépinière forestière FORELITE SA[43], filiale de l'ancienne coopérative CAFSA, qui élève des plants de pin maritime, pin taeda, pins laricio, pin sylvestre, épicéas, douglas, mélèzes, cèdre, robinier, eucalyptus et des plançons de peupliers, est implantée sur 3 sites : au domaine de Sivaillan, sur la commune de Moulis-en-Médoc (Gironde), à la ferme de Nauton sur la commune d'Arue (Landes) et à « La Dive », première pépinière française d'élevage de cultivars de peupliers installée sur un ensemble d'une quinzaine de parcelles à cheval sur les départements de la Vienne et des Deux-Sèvres, à proximité de la commune Curçay-sur-Dive (Vienne)[44]. FORELITE gère aussi environ 45 ha de vergers à graines produisant des variétés améliorées génétiquement de pin maritime à Beychac-et-Caillau (Gironde) et à Saint-Sardos (Lot-et-Garonne)[45]. De plus FORELITE et le personnel des agences AFB contribuent au classement de peuplements de pin maritime, pin taeda et cèdre, pour la récolte de graine ainsi sélectionnée[46]. En octobre 2020, la pépinière a créé la filiale « FORELITE Évolution» afin d'augmenter la production de résineux de montagne (douglas, mélèzes et cèdre de l'Atlas) et de  conforter ses recherches sur de nouvelles essences adaptées au changement climatique, telles les sapins méditerranéens[47] et le calocèdre[32]. 
  - la SCEA du domaine de Berdillan, dont le siège social est situé à Vendays-Montalivet (Gironde), filiale de l'ancienne coopérative CAFSA, propriétaire de 73 hectares de vergers à graines de pin maritime de 3e génération à Carcans (Gironde) et Hourtin (Gironde) ;
  - la SCEA « Graine d'avenir Pinus pinaster » (GAPP) qui associe trois actionnaires (les pépiniéristes forestiers PLANFOR SAS d'Uchacq-et-Parentis et FORELITE SA, et le marchand grainier Vilmorin), pour installer des vergers à graines de pin maritime de 4e génération[48]. 30 ha d'hybrides de pins maritimes des aires de provenance landaise et corse, ont été installés en mars 2017 sur la forêt communale de Lanton (Gironde)[27].
- Dans d'autres domaines :
  - la SAS S.DIGIT, société de service de l'ancienne coopérative CAFSA ;
  - la scierie CBS (SAS Comptoir de Bois du Sud), filiale de l'ancienne coopérative COFOGAR située à Sillas (Gironde) ;
  - la SARL « La Landaise » (ou LLBI pour La Landaise Bordeaux Industrie), spécialisée dans la fabrication de débroussailleurs et autres engins forestiers de sylviculture (cover crop, prototypes forestiers...), et la vente de charrues forestières ; cette entreprise, située à Beautiran (Gironde) a été achetée en 2018 par AFB ; elle dispose d'ateliers de chaudronnerie et d'usinage industriel[49] ;
  - la SARL NOVABOIS, bureau d'ingénierie et de construction de bâtiments à ossature bois ; le siège social est à Labruguière (Tarn) ; l'entreprise a conçu, entre autres, le nouveau siège social[50] du groupe situé depuis 2014[51] à Cestas.
  - l'UCOCAP, acronyme de « Union coopérative piquets acacias châtaigniers », de l'ancienne COFOGAR et d'UNISYLA, spécialisée dans le piquet et le bois de chauffage, située à Bellefont-la-Rauze, près de Cahors (Lot).

## Mises en cause et controverses
Dès 2011, l’association d'Entraide et de Défense des Forestiers Tarnais (ENDEFOR) présidée par Roland de Malherbe (1943- ), craignant de perdre le contrôle des adhérents sur leur institution, a tenté de contrer le vote du projet de fusion de FORESTARN avec les deux géants bordelais et toulousain, sans succès.
Les partisans de la régénération naturelle, mode de renouvellement principal des forêts mondiales et françaises, sont vivement critiqués par les industriels et la coopérative, pour qui le renouvellement par plantation est primordial. De même, les règles de certification forestière PEFC sont mises en cause, estimant que France Nature Environnement (FNE) a eu une influence négative sur les nouveaux référentiels que les adhérents doivent respecter. Ainsi, le directeur de la filiale d’approvisionnement en bois de la papeterie Smurfit-Kappa et président de la Fédération des industries du bois d’Aquitaine (FIBA ) déclare en juin 2013 « Les environnementalistes nous conduisent à la faillite ! ». En janvier 2012, le directeur d’Alliance FB, rédige et diffuse un « Manifeste en faveur de la forêt de plantation ». Dans le même esprit de promotion de la plantation, AFB a pris l'initiative de créer en 2014 un fonds de dotation privé dénommé « Plantons pour l'avenir ». En 2016 à l’initiative de la coopérative Alliance FB et du Syndicat des sylviculteurs du Sud-Ouest (SySSO), est créée la Fédération nationale de la forêt de plantation. Cette structure privée a pour vocation d’exercer un lobbying politique afin, au-delà du seul pin maritime, de défendre et promouvoir la forêt de plantation, comme la mieux à même de répondre aux enjeux de production de bois. Le secrétaire général du SySSO déclare « Si la forêt n’est pas plantée, c’est qu’elle n’est pas coupée, pas mobilisée, ou alors les coupes ne donnent pas lieu à des reboisements, ou il s’agit de régénération naturelle et, dans ce cas, la forêt pousse, ou pas. ». En 2018, AFB interviewé sur fond d'un chantier de plantation industrielle de pin maritime, dans le documentaire Le Temps des forêts dénonçant la « mal-forestation », tente sans succès, d'être retiré du montage. À l'été 2020, le botaniste Francis Hallé dénonce la confusion entretenue par certains entre « plantation » et « forêt ». Le chercheur Hervé Jactel lui rétorque que les plantations possèdent un niveau de biodiversité à peu près équivalent aux forêts semi-naturelles.
Les dirigeants de la coopérative se présentent comme des « militants de la plantation », de fait très majoritairement résineuse. Parallèlement, France Nature Environnement (FNE), alerte sur l'enrésinement des forêts feuillues françaises, qui répond à des demandes de filières industrielles de court terme. Selon FNE, cette orientation instrumentalise la lutte contre le changement climatique, et risque de ne pas atteindre les objectifs d'atténuation espérés, comme le montre un article de la revue Science.
La stratégie d'Alliance Forêts Bois, allant à l'encontre du principe règlementaire de multifonctionnalité des forêts françaises inscrit dans le code forestier, est dénoncée entre autres par le journaliste Gaspard d'Allens dans son livre Main basse sur les forêts. Il qualifie la coopérative de « méga structure qui est devenue le chantre de l’industrialisation de la filière » et pointe son président pour des épandages de glyphosate sur ses propres forêts au mépris des dommages causés aux abeilles,,,. Cette pratique d’utilisation de glyphosate en forêt alarme Christine de Neuville, nouvelle présidente de PEFC France, qui s'avèrerait contraire aux principes de gestion durable des forêts.
Alliance Forêt Bois en se présentant comme une « entreprise à statut de coopérative » sous-entend une dérive de même nature que celle mise en évidence pour les coopératives agricoles.
Les coopératives, et plus particulièrement Alliance AFB en raison de la pression puissante qu'elle exerce auprès des décideurs au plus haut niveau de l'État, sont mises en cause pour conflits d'intérêts. En effet la réglementation qui impose la séparation entre le conseil en gestion forestière auprès du propriétaire, et le négoce des bois par la même personne, ne s'applique pas aux coopératives (article D314-8 du code forestier relatif aux Gestionnaires forestiers professionnels).
Les Experts forestiers de France (ex-CNIEFEB) reprochent en 2004 aux acteurs publics d’avoir largement favorisé le développement des Coopératives forestières via les Centres régionaux de la forêt privée (CRPF). En effet, ils estiment que les pouvoirs publics, en chargeant les CRPF de sensibiliser les petits propriétaires forestiers à se regrouper sous forme principalement de Coopératives, qui assurent en interne toutes les prestations y compris celle d’ingénierie forestière, les marginalisent sur ce marché. Face à cette proximité entre Coopératives et CRPF, les Experts ont saisi le Conseil de la concurrence pour une demande d’avis sur les modalités d’intervention des CRPF. L’avis rendu en 2005 rappelle notamment aux CRPF l’une part  l’interdiction d’intervenir dans le secteur marchand et d’autre part d’éviter la confusion de leur responsabilité avec celles des Coopératives forestières.